# Premix
Premix (auch pre-mix) ist eine Methode zur Ausschank von – üblicherweise kohlensäurehaltigen – Erfrischungsgetränken.
Bei Premixgetränken handelt es sich (anders als bei Postmixgetränken) um ein trinkfertiges Produkt, welche bereits mit Kohlensäure versetzt ist. Die Getränkepackung sind 9-/10- oder 18-/20-Liter-Behälter. Es gibt regionale Unterschiede bezüglich der Behältergrößen. In Deutschland gibt es 9-Liter- bzw. 18-Liter-Stahlbehälter, im Rhein-Main-Gebiet sowie in der Schweiz 10-Liter- bzw. 20-Liter-Behälter. Das Premixgetränk selbst ist identisch mit dem Getränk der gleichen Marke, welches in Flaschen oder Dosen verkauft wird. Der Softdrink wird über eine Schankanlage ausgegeben, welche ihn auf optimale Trinktemperatur kühlt und teilweise auch mittels spezieller Zapfhähne übermäßige Schaumbildung verhindert. Die Verwendung der Kohlensäure dient nur als Förderdruck, um das Getränk aus dem Behälter zu bekommen.
Ein Premixsystem kann dann eingesetzt werden, wenn das Volumen zwischen 25 und 100 hl liegt. Ab einem Volumen von 100 hl rentiert sich eine Postmixanlage.